# Annika Desch
Annika Desch (* 13. August 1977 in Hanau) ist eine deutsche Schauspielerin und Synchronsprecherin. Sie wurde vor allem durch ihre Sprechrolle in der Serie Winx Club bekannt, in der sie die Fee Flora sprach.

## Leben
Desch besuchte die Berliner Fritz-Kirchhoff-Schule, wo sie im Jahr 2000, ihren Abschluss mit Bühnenreife machte.

## Theater (Auswahl)
- Mikrokosmos Demokratie – Regie: Angelika Zacek
- Im Garten Eden – Regie: Marion Dick
- Roberto Zucco – Regie: Bernard-Marie Koltès
- Mercedes – Regie: Thomas Brasch
- Die Versuchung der Phantasie als Ada – Regie: Detlef Nier

## Sprechrollen
Für Yukie Maeda:
- 2003: Love Hina … als Sachiyo Matsumoto
- 2003: Love Hina – Silent Eve … als Sachiyo Matsumoto
- 2004: Love Hina – Spring Special … als Sachiyo Matsumoto

### Animationsserie
- Seit 2002: Detektiv Conan … als Kanako Harukawa (Folge 159)
- 2004–2006: Winx Club … als Flora (erste Stimme, Staffeln 1 und 2)
- 2005–2006: Chrono Crusade … als Schwester Claire
- 2006: Magical Shopping Arcade Abenobashi … als Schülerin (Folge 8 & 11), Hostess E (Folge 10)
- 2006: Rozen Maiden … als Puppe (Folge 11)
- 2006: Magister Negi Magi … als Chachamaru Karakuri

### Fernsehserie
- 2004–2012: CSI: Miami … als Dara Winters
- 2005: Higher Ground … als Sheila

### Filme
- 2001: Meine beste Freundin … als Sophie
- 2002: Moonlight Mile – Eine Familiengeschichte … als Cheryl
- 2002: Ted Bundy … als Suzanne Welch
- 2003: Storytelling … als Melinda
- 2004: Just a Kiss … als Jacqueline
- 2007: Winx Club – Das Geheimnis des verlorenen Königreichs … als Flora
- 2010: Winx Club 3D – Das magische Abenteuer … als Flora

### Hörspiele
| Serie                  | Folge                                    | Rolle     |
| ---------------------- | ---------------------------------------- | --------- |
| Guitar-Leas Zeitreisen | Lea trifft Leonardo da Vinci             | Mona Lisa |
| Winx Club              | Das Geheimnis des verlorenen Königreichs | Flora     |
| Winx Club              | Das magische Abenteuer Flora             | Flora     |

## Realfilm
| Jahr | Titel          | Rolle    | Notizen  |
| ---- | -------------- | -------- | -------- |
| 2003 | Tom & Caroline | Caroline | Kurzfilm |
| 2004 | The Week       | Frau     |          |
| 2004 | Dilabi         | Leyla    | Kurzfilm |